# Мийка

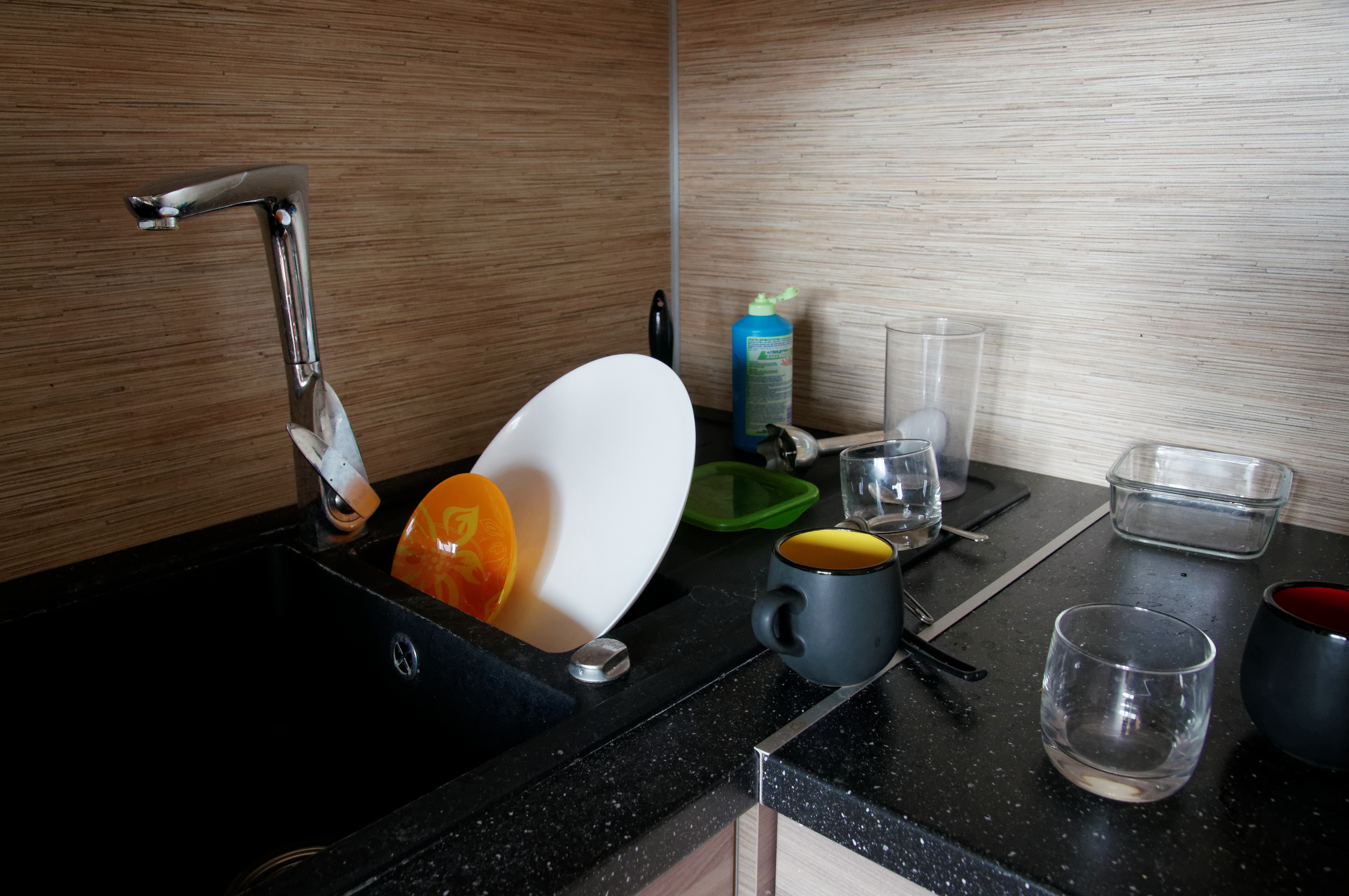
Мийка із сушаркою для посуду.

Ми́йка, ми́йниця — елемент сантехнічного обладнання, раковина, призначена для миття посуду. Встановлюються на кухнях, посудомийнях. Виготовляються з різноманітних матеріалів — фаянсу, емальованого чавуну, нержавної сталі. Можуть бути оснащені вбудованою сушаркою для вимитого посуду.
Тривалий час брудний посуд мили в чанах, баліях. Прообразом сучасної мийки був вбудований у стіну канал, труба, по якій зливались з кухні помиї. Напочатку XIX ст. водозлив набуває вигляду кам'яної стільниці із невеликою заглибиною і отвором для стоку води.